# Операција ОДКБ у Казахстану
Операција ОДКБ у Казахстану је војна операција коју спроводе Русија и друге земље учеснице блока од 6. јануара 2022. године, на захтев председника Казахстана Касима Жомарта Токајева, у вези са масовним протестима који су ескалирали у оружане сукобе између демонстраната. и владине снаге у Алма Ате. Операција је проглашена за мировну мисију за заштиту најважнијих државних и стратешких објеката у Казахстану и за помоћ казахстанској страни у одржавању реда и закона.

## Позадина
Ујутро 2. јануара 2022. године становници мјеста Жангаозен су блокирали пут у знак протеста против раста цијена. Житељи који су се ту окупили су позвали акима области Нурлана Ногајева и акима града Максата Ибагарова да донесу неке мјере у циљу стабилизације цијене горива. У ноћи са 4. на 5. јануар демонстранти су почели палити службена полицијска возила, а бројност по појединим медијима је оцијењена између једне и неколико хиљада демонстраната. Током ноћи су се појавиле и гласине о увођењу војне технике у град. Казахстански провајдер "Казахтелеком" је 5. јануара закључао интернет у цијелој држави. Као посљедица томе, у цијелој земљи су становници почели да подижу новац са рачуна, а испред банкомата су се појавили редови, због тога што бесконтактно плаћање, плаћање картицама и електронским путем више није могуће. Од стране команданта града Алма Атија је саопштено да су се у ноћи са 4. на 5. јануар "активирале екстремистичке групе". Током вечери и ноћи у граду је запаљено преко 120 возила, а од тога 33 службена возила полиције, санитетска и ватрогасна возила. Разбијено је 120 излога продавница, 180 објеката јавне прехране, 100 канцеларија малог и средњег бизниса. Претучено је преко 500 лица, а од тога 130 жена и стараца. По ријечима команданта града, са наступањем јутра 5. јануара поновили су се нови напади екстремиста. Протести су се током 5. јануара проширили и на друге градове који су се претворили у нереде, а до вечери и у оружане сукобе. Указом предсједника Казахстана "у вези са озбиљном и непосредном опасношћу безбједности грађана у циљу обезбјеђивања опште безбједности, успостављања законости и правног поретка, заштите права и слобода грађана" је од 5. јануара до 19. јануара 2022. у 0.00 часова уведено ванредно стање у већем делу Казахстана, нарочито у јужним  и источним областима уз погранична подрчја са Киргистаном, Узбекистаном и Кином..

## Правна основа
Уговор о колективној безбедности потписала је Република Казахстан 15. маја 1992. године, депонован 20. априла 1994. године.
У складу са чланом 4. Уговора:
„Ако је једна од држава учесница подвргнута агресији (оружани напад који угрожава безбедност, стабилност, територијални интегритет и суверенитет), онда ће то државе учеснице сматрати агресијом (оружани напад који угрожава безбедност, стабилност, територијални интегритет и суверенитет) против свих држава - потписница овог Споразума.

У случају агресије (оружани напад који угрожава безбедност, стабилност, територијални интегритет и суверенитет) на било коју од држава учесница, све друге државе учеснице, на захтев ове државе учеснице, одмах ће јој пружити неопходну помоћ, укључујући војну, као и пружање подршке онима који располажу средствима ради остваривања права на колективну одбрану у складу са чланом 51. Повеље УН”.

## Позив у помоћ
У поподневним сатима 5. јануара 2022. прес-секретар руског председника Дмитриј Песков изјавио је да се Казахстан није обраћао Русији за помоћ и да су протести унутрашњи проблеми Казахстана, које он може сам да реши.
Увече истог дана, председник Казахстана Касим Жомарт Токајев апеловао је на ОДКБ за подршку, наводећи да постоји „терористичка претња“. Он тврди да у Казахстану постоје „терористичке банде обучене у иностранству“.
У ноћи између 5. и 6. јануара 2022. године, председник Савета колективне безбедности ОДКБ, премијер Јерменије Никол Пашињан је саопштио да та организација шаље „колективне мировне снаге“ у Казахстан.
Према речима Марије Захарове, портпарола руског министарства спољних послова, трупе су послате у Казахстан на „временски ограничени период“, а њихов циљ је да „стабилизују и нормализују“ ситуацију у земљи, „да је врате у правном пољу“. Наводи се да ће они чувати најважније војне и државне објекте, помажући владиним снагама Казахстана.

## Снаге учеснице
Основу груписања ОДКБ чинили су пододељења и војне јединице Ваздушно-десантних снага Русије, које су, према речима прес-секретара руског Министарства спољних послова Марије Захарове, допутовале у Казахстан 7. јануара војно-транспортним авионима Ваздушно-космичких снага. Такође, у операцију су се укључили војници из Белорусије, Јерменије, Киргистана и Таџикистана.
Генерални секретар ОДКБ Станислав Зас је 6. јануара проценио величину контингента ОДКБ, који би требало да буде распоређен у Казахстану до 7. јануара, на око 2,5 хиљада људи, али је напоменуо да је цео списак јединица и формација које су део Мировних снага ОДКБ-а има око 3,6 хиљада људи. Ако се укаже таква потреба, груписање у Казахстану може се ојачати на њихов рачун.
Дана 10. јануара, на ванредној седници Савета колективне безбедности ОДКБ, председник Казахстана К.-Ж. Токајев је рекао да је број мировног контингента ОДКБ 2030 људи. и 250 комада опреме. Са своје стране, генерални секретар ОДКБ Станислав Зас је рекао да формиране Колективне мировне снаге ОДКБ имају укупну снагу од 2885 људи.

### Русија
Русија је у Казахстан послала јединице 45. засебне гардијске бригаде специјалне намене, 98. гардијске ваздушно-десантне дивизије и 31. гардијске десантно-јуришне бригаде. Истовремено, формирана је група војно-транспортне авијације од више од 70 авиона Ил-76 и пет авиона Ан-124, која је почела да преноси јединице руског контингента у Казахстан 24 сата дневно са аеродрома Чкаловски (Московска област), Иваново-Северни (регион Иваново) и Уљановск-Восточни“ (Уљановска област).

### Белорусија
Белорусија је послала специјализовану чету за очување мира из састава 103. одвојене гардијске ваздушно-десантне бригаде. На њеној основи формирана је батаљонско-тактичка група, која је укључивала додатне одреде под вођством Сергеја Красовског, који је заједно са замеником команданта снага за специјалне операције Сергејем Андрејевим отишао у Казахстан. Укупан број контингента у различитим изворима се процењује на 200 — 500 бораца.

### Киргизија
Дана 6. јануара 2022. киргистански парламент није успео да прикупи кворум за хитан састанак по питању слања киргистанске војске у Казахстан у оквиру мисије ОДКБ, па је ово питање одложено за 7. јануар; ипак, чак и пре добијања парламентарне дозволе за учешће у мировним снагама ОДКБ, јединице 25. бригаде специјалне намене „Шкорпио” биле су распоређене на границу Казахстана. Парламент Киргизије је 7. јануара одобрио слање киргистанског мировног контингента у Казахстан, који се састоји од 150 војника, осам оклопних возила и 11 возила.
Киргиски контингент мировних снага ОДКБ стигао је у руску ваздушну базу Кант, где су укрцани у руске војно-транспортне авионе, а 7. јануара увече контингент је стигао у Казахстан.

### Јерменија
Јерменска влада је 6. јануара дозволила јединици Оружаних снага Јерменије, укљученој у мировни контингент земаља ОДКБ, да учествује у мировним активностима у Казахстану у саставу мировних снага ОДКБ. Као резултат тога, Јереван је послао 100 својих војних лица у Казахстан.

### Таџикистан
Министарство одбране Таџикистана је 6. јануара саопштило да је батаљон мобилних трупа Оружаних снага Таџикистана, који се састоји од 200 људи, спреман за слање у Казахстан.
Дана 7. јануара оба дома таџикистанског парламента одобрила су слање војног особља у Казахстан у оквиру операције ОДКБ.
Руски војно-транспортни авион Ил-76 је 7. јануара допремио контингент Оружаних снага Таџикистана са таџикистанског аеродрома Гисар у Казахстан.

## Акције
Први заменик шефа председничке администрације Казахстана Даурен Абајев је 7. јануара рекао да је контингент ОДКБ уведен у Казахстан одговоран за заштиту државних објеката и да не учествује у војним операцијама.
На званичном сајту Министарства одбране Русије наводи се да су главни задаци мировних снага „заштита важних државних и војних објеката и помоћ снагама за спровођење закона Републике Казахстан у стабилизацији ситуације и њеном враћању у правни терен”.
Пребацивање мировних контингената из Русије, Белорусије, Јерменије, Киргистана и Таџикистана у Казахстан врше ваздухопловне снаге Министарства одбране Русије. Војни аеродром Жетиген (раније Николајевка), који се налази 50 км северно од Алма Ате, користи се као аеродром у Казахстану (овај аеродром је раније користило Ваздухопловство Министарства одбране Руске Федерације током ОДКБ-а вежбе); такође, неки од мировњака су допремљени директно на цивилни аеродром града Алма Ате, 15 км источно од града. Белоруски војни контингент обавља задатак заштите војног аеродрома Жетиген и војног арсенала у граду Капшагају (20 км северно од аеродрома, 60 км северно од Алма Ате).
Дана 7. јануара, званични представник Министарства одбране Русије, генерал-мајор Игор Конашенков (Белоруски) Рус. је навео да су руске трупе, заједно са агенцијама за спровођење закона Казахстана, преузеле пуну контролу над аеродромом Алма Ата, који су претходно заузели демонстранти. Поред тога, руске трупе су узеле под заштиту руски генерални конзулат у Алма Ати и низ других објеката.
Руске јединице распоређене на аеродрому Алма Ата кренуле су у механизованим колонама до подручја мисије, где су почеле да штите виталне објекте и друштвену инфраструктуру. Белоруски контингент је коришћен за чување војног аеродрома Жетиген и војног арсенала у граду Капшагају, киргиски контингент је чувао ЦХПП-2 града Алма Ата, а таџикистански контингент је чувао ЦХПП-1. Јерменски контингент је чувао пекару Аксаи, која је главни снабдевач хлебом за град Алма Ату.
Заменик министра одбране Казахстана, генерал-потпуковник Султан Камалетдинов, рекао је 9. јануара да је заузимање најважнијих објеката које су извршиле мировне снаге ОДКБ омогућило ослобађање значајног дела снага агенција за спровођење закона и војске. Казахстана, који су били „распоређени у борби против терориста“.
Од 9. јануара завршено је распоређивање мировног контингента ОДКБ. Мировне снаге су извршавале задатке заштите важних војних, државних и друштвено значајних објеката у граду Алма Ати и суседним областима.
Министарство одбране Русије је 10. јануара известило да руски мировњаци чувају аеродром у граду Алма Ата, а руски мировњаци заједно са својим колегама из Јерменије, Белорусије, Киргистана и Таџикистана извршавају задатке заштите термоелектрана, пекаре, телевизијски центри и водоводна предузећа.
Дана 10. јануара, на ванредној седници Савета колективне безбедности ОДКБ, председник Казахстана К. Ж. Токајев је рекао да се снаге мировног контингента ОДКБ користе у Алма Ати и области Алма Ате. Такође К. Ж. Токајев је рекао да је калкулација терориста била да својим акцијама повуку снаге реда и закона на југ земље, а затим да ударе на главни град Казахстана. Милитанти су се окупили око резиденције председника Казахстана Акорда Нур Султана. Долазак у престоницу три војно-транспортна авиона са мировним снагама ОДКБ приморао је милитанте да одустану од планова да заузму председничку резиденцију. Казахстанске снаге безбедности ослобођене у Нур Султану пребачене су у Алма Ату, што је преокренуло ситуацију у граду.
Командно место Колективних мировних снага ОДКБ у Казахстану распоређено је на бази Војног института копнених снага у граду Алма Ата.
Казахстански председник Касим Жомарт Токајев је 11. јануара рекао да је главна мисија мировних снага ОДКБ успешно завршена и да ће стога „за два дана“ почети процес поступног повлачења Уједињеног мировног контингента ОДКБ из Казахстана. процес повлачења не би требало да траје више од 10 дана. Руски министар одбране Сергеј Шојгу рекао је да ће се „задаци Колективних мировних снага извршавати док се ситуација у Републици Казахстан потпуно не стабилизује“.
- БТР-82А руског контингента ОДКБ у Казахстану док је патролирао на међународном аеродрому Алма Ата (Казахстан) 10. јануара 2022.
- Војник Киргистана у саставу ОЕБС-ових колективних мировних снага које чувају ТЕ-2 у Алма Ати (Казахстан)
- Белоруски војник у ОЕБС-овим колективним мировним снагама у Казахстану

## Повлачење Колективних мировних снага ОДКБ из Казахстана

### Обраћање председника Казахстана К. Ж. Токаева
Секретаријат ОДКБ је саопштио да је 12. јануара 2022. јерменска страна саопштила да је премијер Казахстана, председник Казахстана К. Ж. Од Токајева се тражи да нареди завршетак мировне мисије ОДКБ у Казахстану 13. јануара 2022. године. С тим у вези, Секретаријат ОДКБ је припремио нацрт одлуке Савета за колективну безбедност ОДКБ и упутио га шефовима држава чланица ОДКБ на усвајање. Конкретну процедуру повлачења Колективних мировних снага ОДКБ мора да разради и одобри Савет министара одбране ОДКБ, у вези са тим ће се одржати ванредни састанак овог савета путем видео конференције. 12. јануара су почели догађаји предаје објеката под заштитом мировних снага казахстанским снагама безбедности. За 13. јануар били су заказани свечани догађаји поводом завршетка мировне мисије ОДКБ и почетка поступног повлачења контингента ОДКБ из Казахстана. Шефови држава чланица ОДКБ поставили су задатак да до 23. јануара заврше повлачење мировног контингента ОДКБ из Казахстана.

### Завршетак мировне операције ОДКБ у Казахстану
Дана 13. јануара 2022. године, у граду Алма Ата, на територији Војног института копнених снага Казахстана, где је било распоређено командно место (штаб) Колективних мировних снага ОДКБ у Казахстану, одржана је свечаност. одржан је за склапање мира. Свечано су продефиловали контингенти Колективних мировних снага ОДКБ, као и дивизија Оружаних снага Казахстана. Учесницима операције обратио се генерални секретар Организације договора о колективној безбедности Станислав Зас.

### Почетак повлачења Колективних мировних снага ОДКБ
Дана 13. јануара 2022. године почео је пренос друштвено значајних објеката које чувају мировњаци органима за спровођење закона Казахстана. Јединице Колективних мировних снага ОДКБ у Републици Казахстан су, испунивши постављене задатке, почеле да припремају опрему и материјална средства за утовар у војно-транспортни авион ВС РФ и повратак на контролни пункт. Истог дана прве руске јединице полетеле су са аеродрома Алма Ата и стигле на аеродром Иваново-Северни. В тот же день первые российские подразделения вылетели из аэропорта Алма-Аты и прибыли на аэродром назначения Иваново-Северный.
Према речима министра одбране С.К Шојгуa 14. јануара војним транспортним авионима Оружаних снага Русије сви мировњаци из Белорусије, Јерменије и Таџикистана биће враћени у своје земље, а киргиски мировњаци ће се истог дана вратити у Киргистан због територијалне близине Алма Ате. Планирано је да се повлачење руског контингента заврши 19. јануара 2022. године.

## Међународне реакције
1. Русија — „Конгрес интелигенције“ објавио је колективно писмо против „војне интервенције Русије у догађајима у Казахстану“[75][76]. Мировне снаге ОЕБС-а у Казахстану.
2. Киргистан — У Бишкеку су 6. и 7. јануара одржани протести против уласка трупа у Казахстан. Протести су одржани уочи састанка у киргистанском парламенту, који је требало да одобри указ председника Киргистана о слању трупа. Демонстранти су позвали посланике да гласају против, а тражили су и да седница парламента буде одржана на отвореном. Грађански активисти су протестовали са паролама „Киргизи неће пуцати на Казахстанце“, „Киргизи су Казахстанима брат“ и „ОДКБ је Русија!“[77]. Посланик киргистанског парламента из партије Ата-Мекен (фракција Алијансе) Чингиз Ајдарбеков је приметио да „нема спољне претње [за Казахстан], а протести су почели због економских проблема“[77].
3. Јерменија — Одлука да се јерменско војно особље пошаље у Казахстан изазвала је критике у Јерменији од стране дела цивилног друштва и опозиције[41].